# パシフィック・ガス・アンド・エレクトリック・カンパニー
パシフィック・ガス・アンド・エレクトリック・カンパニー（Pacific Gas and Electric Company, PG&E、パシフィック・ガス・アンド・エレクトリック社）は、サンフランシスコ・ベイエリアを中心とするカリフォルニア州北部地域の天然ガス、電力供給を行う企業である。　
カリフォルニア州南部は電力をサザン・カリフォルニア・エジソン、ガスをサザン・カリフォルニア・ガスが供給している。
2000年のカリフォルニア電力危機の際に経営危機に陥り、2001年4月6日に連邦倒産法第11章の適用を申請して事実上経営破綻した。同社破綻後の事業はカリフォルニア州が継承し、PG＆Eの510万人の加入者への電力供給は維持された。
2019年1月14日には、前年11月の大規模山火事「キャンプファイヤー」を始め、多数の山火事の原因として同社の送電設備が疑われており、訴訟により巨額の賠償金支払いが見込まれるとして、再び連邦倒産法第11章の適用を申請した。
その後、消防当局はキャンプファイヤーについて同社の送電設備からの電気火災が原因であると発表し、同社の責任が確定した。

## 参考資料・文献
1. ↑  http://www.pgecorp.com/investors/pdfs/2007AnnualReport.pdf
2. ↑  https://money.cnn.com/2001/04/06/news/pacificgas/
3. ↑  https://www.cnn.co.jp/business/35131300.html
4. ↑  Robertson, Adi (2019年5月15日). “Investigators confirm that PG&E power lines started the deadly Camp Fire”. The Verge. 2019年11月12日閲覧。

- "The History of Gas Lighting in San Francisco" Pacific Gas and Electric Magazine Vol. 1 #3 August 1909
- PG&E - A Report on the Companies Environmental Policies and Practices - Council on Economic Priorities - NY April 1994
- Roe, David. Dynamos and Virgins. (New York: Random House, 1984.)